# Pietro Rava
Pietro Rava (21. ledna 1916, Cassine, Italské království – 5. listopadu 2006, Turín, Itálie) byl italský fotbalový obránce a později i trenér.
První fotbalové krůčky udělal na hřišti Dopolavoro Ferroviario di Corso Parigi v Turíně. Hned byl zařazen do mládežnické sestavy Juventusu. Nejprve hrál levé křídlo a poté záložníka a až trenér Bianconeri Virginio Rosetta vycítil jeho potenciál jako levý obránce. Debut si odbyl 3. listopadu 1935. V Juventusu byl spolu s Fonim výbornou sehranou obranou.
Po MS 1938, mu vedení Juventusu odmítlo zvýšení platu. Pietro začal stávkovat a během sezony 1938/39 záměrně podával nedostatečné výkony. Skončil tak na několik týdnů na lavičku. Sezona skončila 8. místem v tabulce. Situace byla vyřešena zprostředkováním fedarecí, která uznala vítězem Juventus z ekonomických důvodů.
Když v roce 1946 Juventus vyjádřil svůj záměr nahradit ho mladším Oscarem Vicichem, Pietro se rozhodl opustit klub a odešel za 4 miliony lir do Alessandrie. Byl zvolen kapitánem. Získal si renomé a za rok se vrátil zpět již za 14 milionů lir. S Bianconeri získal svůj první titul v sezoně 1949/50. Jenže měl špatný vztah s trenérem Carverem. V roce 1949 mu odebral kapitánskou pásku a v roce 1950 byl zařazen na seznam přestupů rok před vypršením smlouvy. Fotbalovou kariéru zakončil po sezoně 1951/52 v dresu Novara Calcio.
S italskou reprezentací vyhrál MS 1938. Na tomto šampionátu byl federací FIFA zařazen i do all-stars týmu. Zlatou medaili získal i na fotbalovém turnaji olympijských her v Berlíně roku 1936. Celkem za národní tým odehrál 30 utkání ve kterém prohrál pouze jeden.
Po hráčské kariéře se stal trenérem. Začal u mládeže. První zkušenosti s dospělými prodělal v Padově ve druhé lize. Až v sezoně 1956/57 byl trenérem prvoligového týmu UC Sampdoria. Sám trenér si tento zážitek pamatoval jako "nejkrásnější rok". Hráči jej milovali, ale měl problémy s prezidentem. Poté spolupracoval i s trenérem Giovanni Ferrarim u národního týmu.
V roce 1998 měl infarkt a v posledních letech svého života trpěl Alzheimerovou chorobou. V době své smrti v roce 2006 byl posledním žijícím fotbalistou ze zlatého mužstva z MS 1938. Byl pohřben na hřbitově Parco di Torino. V roce 2015 po něm byly pojmenovány veřejné zahrady via Piobesi v Turíně.

## Hráčská statistika
| Sezóna  | Klub        | Liga      | Liga   | Liga | Ligové poháry | Ligové poháry | Ligové poháry | Kontinentální poháry | Kontinentální poháry | Kontinentální poháry | Celkem | Celkem |
| Sezóna  | Klub        | Soutěž    | Zápasy | Góly | Soutěž        | Zápasy        | Góly          | Soutěž               | Zápasy               | Góly                 | Zápasy | Góly   |
| ------- | ----------- | --------- | ------ | ---- | ------------- | ------------- | ------------- | -------------------- | -------------------- | -------------------- | ------ | ------ |
| 1935/36 | Juventus    | Serie A   | 7      | 0    | IP            | 1             | 0             | -                    | 0                    | 0                    | 8      | 0      |
| 1936/37 | Juventus    | Serie A   | 30     | 0    | IP            | 2             | 0             | -                    | 0                    | 0                    | 32     | 0      |
| 1937/38 | Juventus    | Serie A   | 30     | 0    | IP            | 6             | 0             | Stř.P                | 6                    | 0                    | 42     | 0      |
| 1938/39 | Juventus    | Serie A   | 12     | 0    | -             | 0             | 0             | -                    | 0                    | 0                    | 12     | 0      |
| 1939/40 | Juventus    | Serie A   | 28     | 1    | IP            | 4             | 0             | -                    | 0                    | 0                    | 32     | 1      |
| 1940/41 | Juventus    | Serie A   | 30     | 1    | IP            | 2             | 1             | -                    | 0                    | 0                    | 32     | 2      |
| 1941/42 | Juventus    | Serie A   | 30     | 1    | IP            | 6             | 0             | -                    | 0                    | 0                    | 36     | 1      |
| 1942/43 | Juventus    | Serie A   | 13     | 0    | -             | 0             | 0             | -                    | 0                    | 0                    | 13     | 0      |
| 1945/46 | Juventus    | 1. divize | 36     | 7    | -             | 0             | 0             | -                    | 0                    | 0                    | 36     | 7      |
| 1946/47 | Alessandria | Serie A   | 38     | 5    | -             | 0             | 0             | -                    | 0                    | 0                    | 38     | 5      |
| 1947/48 | Juventus    | Serie A   | 29     | 3    | -             | 0             | 0             | -                    | 0                    | 0                    | 29     | 3      |
| 1948/49 | Juventus    | Serie A   | 38     | 0    | -             | 0             | 0             | -                    | 0                    | 0                    | 38     | 0      |
| 1949/50 | Juventus    | Serie A   | 6      | 0    | -             | 0             | 0             | -                    | 0                    | 0                    | 6      | 0      |
| 1950/51 | Novara      | Serie A   | 22     | 1    | -             | 0             | 0             | -                    | 0                    | 0                    | 22     | 1      |
| 1951/52 | Novara      | Serie A   | 3      | 0    | -             | 0             | 0             | -                    | 0                    | 0                    | 3      | 0      |
| Celkem  | Celkem      | Celkem    | 366    | 20   | -             | 21            | 1             | -                    | 6                    | 0                    | 393    | 21     |

## Hráčské úspěchy

### Klubové
- 1× vítěz italské ligy (1949/50)
- 2x vítěz italského poháru (1937/38, 1941/42)

### Reprezentační
- 1x na MS (1938 - zlato)
- 1x na OH (1936 - zlato)
- 1x na MP (1936–1938)

### Individuální
- All Stars Team na 1938

### Vyznamenání
- Medaile za atletickou statečnost (1938)
- Řád zásluh o Italskou republiku (2003) [6]